# Kate Harris
Pour les articles homonymes, voir Harris.
Kate Harris est une auteure canadienne primée. Son premier livre, Lands of Lost Borders est un récit décrivant son expérience de voyage à vélo sur la route historique de la soie en Asie, soit 10 000 km.

## Biographie
Harris est née en Ontario et vit hors réseau dans le nord de la Colombie-Britannique, près de la frontière avec le Yukon. Diplômée de l'université de Caroline du Nord aux États-Unis, elle étudie à l'université d'Oxford en tant que boursière Rhodes, puis au Massachusetts Institute of Technology.
Dans un entretien avec Anna Maria Tremonti, au cours de l'émission de radio The Current sur CBC Radio One, Harris explique être tombée amoureuse de la région d'Atlin en Colombie-Britannique. Alors qu’elle est étudiante en premier cycle, une mission de terrain autour du champ de glace Juneau lui fait découvrir la région. Elle décide alors d'y vivre un jour. Elle y partage actuellement une petite cabane avec sa compagne,.

## Publications
- Tuktoyaktuk or Burst, The Walrust, 2014
- The Future of Exploration, The Walrust, 2018
- Lands of Lost Borders : a journey on the Silk Road, 2018, HarperCollins Publishers. Son récit de voyage, Lands of Lost Borders, a été traduit en français en 2019 sous le titre Sur les terres des frontières perdues par l'éditeur Arthaud[7].

## Prix et récompenses
- Prix Taylor RBC 2019[8] assorti d'un prix de 30 000 $ ;
- Prix Kobo Emerging Writer Award 2019[3] doté d'un prix de 10 000 $ ;
- Prix Edna Staebler 2019[9]